# 派屈克·史賓賽·約翰遜
派屈克·史賓賽·約翰遜（英語：Patrick Spencer Johnson，1938年11月24日—2017年7月3日）是一位美國医生和作家。他以ValueTales兒童讀物系列而聞名，以及他1998年的自我成長書籍《谁动了我的奶酪？》，該書在《紐約時報暢銷書榜》上再次出現，在出版者周刊精裝書非小說類排行榜上。約翰遜是史賓賽·約翰遜·帕爾斯（Spencer Johnson Partners）的董事長。

## 外部連結
- whomovedmycheese.com （页面存档备份，存于）